# Aeroporto di Ivalo
L'aeroporto di Ivalo (IATA: IVL, ICAO: EFIV) è un aeroporto situato a Inari, Finlandia. Si trova a 11 chilometri (7 mi) a Sud Ovest di Inari. È l'aeroporto più settentrionale della Finlandia.

## Statistiche
| Anno | Passeggeri nazionali | Passeggeri internazionali | Totale passengeri | Differenza |
| ---- | -------------------- | ------------------------- | ----------------- | ---------- |
| 2014 | 118 112              | 24 607                    | 142 719           |            |
| 2015 | 123 272              | 31 936                    | 155 208           | +8.8%      |
| 2016 | 139 037              | 40 590                    | 179 627           | +15.7%     |
| 2017 | 160 906              | 49 660                    | 210 566           | +17.2%     |